# Rio Jacuípe
Rio Jacuípe är ett vattendrag i Brasilien.   Det ligger i delstaten Bahia, i den östra delen av landet, 1 000 km öster om huvudstaden Brasília.
Runt Rio Jacuípe är det ganska tätbefolkat, med 172 invånare per kvadratkilometer.